# Trolejbusy w Ratyzbonie
Trolejbusy w Ratyzbonie – zlikwidowany system transportu trolejbusowego w Ratyzbonie, w Bawarii, w Niemczech. Funkcjonował od 1953 r. do 1963 r. Kursowała jedna linia trolejbusowa, jej operatorem było przedsiębiorstwo Stadtwerke Regensburg.

## Historia
Trolejbusy w Ratyzbonie uruchomiono 18 marca 1953 r. Połączyły one osiedle Konradsiedlung na południowo-wschodnim krańcu miasta ze śródmieściem. 
Czas przejazdu jedyną trasą o długości 5,1 km wynosił 17 minut, częstotliwość kursowania zimą 10 minut, a w pozostałych porach roku 20 minut.
W kwietniu 1962 r. trolejbusy zaczęto wspomagać autobusami. 17 maja 1963 r. system trolejbusowy zlikwidowano, gdyż równoległe utrzymywanie trzech środków transportu (tramwajów, autobusów i trolejbusów) okazało się nieekonomiczne.